# John Neely Kennedy
John Neely Kennedy (* 21. listopadu 1951 Centreville, Mississippi) je americký politik za Republikánskou stranu. Od roku 2017 je senátorem USA za stát Louisiana.
V letech 1996 až 1999 byl tajemníkem louisianského ministerstva příjmů. V roce 2000 pak začal působit jako finanční manažer (anglicky Treasurer) tohoto státu, přičemž v této funkci působil do roku 2017. V letech 2004 a 2008 neúspěšně kandidoval na funkci senátora, nejprve jako člen Demokratické strany, v roce 2008 již jako Republikán. V roce 2016 byl na třetí pokus zvolen louisianským senátorem poté, co ve druhém kole voleb se ziskem téměř 61 % hlasů porazil kandidáta Demokratů Fostera Campbella. Funkci poté obhájil v roce 2022, když získal téměř 62 % hlasů.
Od roku 1990 je ženatý, má jedno dítě.